# Курско (Псковская область)
Ку́рско — опустевшая деревня в Струго-Красненском районе Псковской области России. Входит в состав сельского поселения «Марьинская волость».

## География
Находится на северо-востоке региона, в центральной части района, в лесной местности на р. Курянка. 
Уличная сеть не развита.

## История
Первое упоминание населённого пункта на этом месте относится к 1571 году, как дер. Курско Быстреевского погоста Шелонской пятины.
В 1941—1944 гг. деревня находилась под фашистской оккупацией войсками Гитлеровской Германии.
С образованием Стругокрасненского района с 1927 до 1995 года деревня входила в Симанологский сельсовет, с января 1995 до января 2010 года — в Симанологскую волость. 
С 1 января 2010 года с упразднением Симанологской волости деревня входит в Марьинскую волость.

## Население
| 2001 | 2002 | 2010 | 2011 |
| ---- | ---- | ---- | ---- |
| 2    | ↘1   | ↘0   | →0   |

## Инфраструктура
Личное подсобное хозяйство. В 1931-41, 1944-50 гг. — колхоз «Вперёд», в 1951-59 — бригада Курско колхоза «Искра»
(Ефимов, Фёдоров, 2015).

## Транспорт
Деревня доступна по дороге местного значения.